# تيري ريفيس
تيري ريفيس (بالإنجليزية: Terry Reeves) هو محامي وسياسي أمريكي، ولد في 9 يوليو 1946 بواينفيلد في الولايات المتحدة، وتوفي بنفس المكان في 22 يوليو 2005. انتخب المدعي العام ‏.